# Las Palmas-grafcomplex
Het Las Palmas-grafcomplex is een archeologisch patroon, voornamelijk herkend op basis van begrafenisgewoonten in het gebied Los Cabos van Baja California Sur in Mexico.
Het complex is geconcentreerd op het voorkomen van menselijke herbegravingen in grotten en abri's, waaronder beenderen beschilderd met rode oker. De schedels in dergelijke graven zijn doorgaans extreem lang-hoofdig (hyperdolichocephalisch), wat aanleiding gaf tot veronderstellingen dat de makers van het Las Palmas-complex (geïdentificeerd met de historisch bekende Pericú) een genetisch geïsoleerd overblijfsel is van een erg vroege golf immigranten in de Amerika's of latere trans-Pacifische immigranten.
Andere elementen in de materiële inventaris van het Las Palmas-complex zijn onder meer maalstenen, atlatls, geknoopte netten, gevlochten manden en in elkaar genaaide bakken van palmschors. 
Dit kenmerkende grafpatroon werd in de late 19e eeuw ontdekt door Herman ten Kate en Léon Diguet. Archeoloog William Clifford Massey onderzocht het Las Palmas-complex en beschreef het in detail.